# Podgorica pri Podtaboru
Podgorica pri Podtaboru – wieś w Słowenii, w gminie Grosuplje. 1 stycznia 2017 liczyła 45 mieszkańców.
Nazwa osiedla została zmieniona z Podgorica na Podgorica pri Podtaboru w 1953.
We wsi znajduje się kapliczka przydrożna imienia św. Piotra, pochodząca z początku XX wieku.